# Secretaría de Desarrollo Urbano y Vivienda de la Ciudad de México
La Secretaría de Desarrollo Urbano y Vivienda de la Ciudad de México es una dependencia de la administración pública de la Ciudad de México dependiente de la Jefa de Gobierno, que tiene a su cargo el diseño, coordinación, reordenación, promoción inmobiliaria y aplicación de la política urbana de la Ciudad de México.[cita requerida]
La planeación urbana de la ciudad incluye la orientación de su crecimiento, la recuperación de espacios públicos, la reactivación de zonas en desuso, la protección y conservación del paisaje urbano y la promoción de la construcción de vivienda social autosustentable. Estas tareas buscan el desarrollo competitivo de la ciudad, así como fomentar proyectos que tengan un impacto positivo sobre la calidad de vida de los habitantes de la ciudad.[cita requerida]
Entre los ejes que guían el quehacer de la Seduvi, se encuentran el mejoramiento de la movilidad, el crecimiento autosustentable que no se extiende sobre áreas de conservación, el aprovechamiento al máximo del suelo urbano, la productividad, la equidad y el acceso universal.[cita requerida]

## Funciones
Conforme a la Ley Orgánica de la Administración Pública del Distrito Federal, algunas de las funciones específicas más importantes de esta secretaría son las siguientes:
- Proponer, coordinar y ejecutar las políticas en materia de planeación urbana y evaluar los programas en esta materia.
- Formular, coordinar y evaluar el Programa General de Desarrollo Urbano del Distrito Federal;
- Elaborar los programas delegacionales y parciales de desarrollo urbano.
- Coordinar la integración al Programa General de Desarrollo Urbano de los programas delegacionales, parciales y sectoriales, mantenerlos actualizados y evaluar sus resultados;
- Realizar y desarrollar los proyectos urbanos de ingeniería y arquitectura.
- Normar y proyectar las obras de restauración de las zonas que sean de su competencia;
- Proponer las expropiaciones y ocupaciones por causa de utilidad pública;
- Coordinar las actividades de las comisiones de límites y nomenclatura del Distrito Federal;
- Formular, promover y coordinar la gestión y ejecución de los programas de vivienda en el Distrito Federal;
- Revisar y determinar los estudios de impacto urbano, así como la expedición y revocación de las licencias de uso del suelo, cuando se trate de obras de impacto urbano y ambiental.

## Estructura orgánica básica
Para el ejercicio de sus funciones, la Secretaría de Desarrollo Urbano y Vivienda de la Ciudad de México cuenta con la siguiente estructura orgánica:
- Secretario de Desarrollo Urbano y Vivienda de la Ciudad de México
  - Dirección General de Desarrollo y Administración Urbana
  - Coordinación General de Desarrollo Urbano
  - Dirección General de Asuntos Jurídicos
  - Dirección General de Planeación de Desarrollo y Ordenamiento Territorial

### Órganos desconcentrados
La Autoridad del Espacio Público incluye:

### Entidades
- Instituto de Vivienda de la Ciudad de México

## Titulares de la Secretaría de Desarrollo Urbano y Vivienda de la Ciudad de México
| Jefe(a) de Gobierno           | Titular                             | Inicio de mandato        | Fin de mandato           |
| ----------------------------- | ----------------------------------- | ------------------------ | ------------------------ |
| Cuauhtémoc Cárdenas Solórzano | Roberto Eibenschutz Hartman         | 5 de diciembre de 1997   | 4 de diciembre de 2000   |
| Rosario Robles Berlanga       | Roberto Eibenschutz Hartman         | 5 de diciembre de 1997   | 4 de diciembre de 2000   |
| Andrés Manuel López Obrador   | Laura Itzel Castillo                | 5 de diciembre de 2000   | 4 de diciembre de 2006   |
| Alejandro Encinas Rodríguez   | Laura Itzel Castillo                | 5 de diciembre de 2000   | 4 de diciembre de 2006   |
| Marcelo Ebrard Casaubón       | Jesús Arturo Aispuro Coronel        | 5 de diciembre de 2006   | 30 de junio de 2009      |
| Marcelo Ebrard Casaubón       | Felipe Leal Fernández               | 1 de julio de 2009       | 4 de diciembre de 2012   |
| Miguel Ángel Mancera Espinosa | Simón Neumann Ladenzón              | 5 de diciembre de 2012   | 19 de octubre de 2014    |
| Miguel Ángel Mancera Espinosa | Felipe de Jesús Gutiérrez Gutiérrez | 20 de octubre de 2014    |                          |
| José Ramón Amieva Gálvez      | Felipe de Jesús Gutiérrez Gutiérrez | 20 de octubre de 2014    | 4 de diciembre de 2018   |
| Claudia Sheinbaum Pardo       | Ileana Villalobos Estrada           | 5 de diciembre de 2018   | 1 de enero de 2021       |
| Claudia Sheinbaum Pardo       | Carlos Ulloa Pérez                  | 1 de enero de 2021       | 19 de septiembre de 2021 |
| Claudia Sheinbaum Pardo       | Rafael Gregorio Gómez Cruz          | 19 de septiembre de 2021 | 2 de julio de 2022       |
| Claudia Sheinbaum Pardo       | Carlos Ulloa Pérez                  | 2 de julio de 2022       |                          |
| Claudia Sheinbaum Pardo       | Carlos Ulloa Pérez                  | 2 de julio de 2022       | 15 de febrero de 2024    |
| Martí Batres                  | Carlos Ulloa Pérez                  | 2 de julio de 2022       |                          |